# Västergötlands runinskrifter 16
Västergötlands runinskrifter 16 är en vikingatida runsten i Mellomgården, Frölunda, Ekby socken och Mariestads kommun. Runstenen är 1,4 meter hög, 0,7 meter bred och 0,5-0,4 meter tjock. Runhöjden är 16 centimeter. Namnet "Åste" som nämns i inskriften är intressant för att det troligen också återfinns i namnet på en gård 600 meter norr om runstenen, Åstabrona.

## Inskriften
Translitterering av runraden:
þir × osti × brtþr × raistu × stin : þi(s)i : iftir : þor : faþur : sin
Normalisering till runsvenska:
Þæiʀ Asti brøðr ræistu stæin þennsi æftiʀ Þori(?)/Þor(?)/Þorn(?), faður sinn.
Översättning till nusvenska:
Åste och hans bröder reste denna sten efter Tore(?)/Tor(?)/Torn(?), sin fader.